# Man on the Edge
Man on the Edge è un singolo del gruppo musicale britannico Iron Maiden, pubblicato il 25 settembre 1995 come primo estratto dal decimo album in studio The X Factor.

## Descrizione
È la prima apparizione ufficiale di Blaze Bayley in veste di cantante della band. La canzone, ispirata al film con Michael Douglas Un giorno di ordinaria follia, è inclusa anche nelle due raccolte Best of the Beast e Edward the Great, pubblicate rispettivamente nel 1996 e nel 2003.
Gli Iron Maiden l'hanno spesso suonata durante il tour Ed Hunter del 1999, facendone così una delle 5 canzoni dell'era Bayley suonate ai concerti anche dopo il suo abbandono. Una versione live della canzone, cantata da Bruce Dickinson, è presente nel singolo The Wicker Man.

## Tracce
CD singolo (Regno Unito – parte 1)
1. Man on the Edge – 4:18 (Blaze Bayley, Janick Gers)
2. The Edge of Darkness – 6:39 (Steve Harris, Blaze Bayley, Janick Gers)
3. Judgement Day – 4:09 (Blaze Bayley, Janick Gers)
4. Blaze Bayley Interview, Part I – 5:41

CD singolo (Regno Unito – parte 2)
1. Man on the Edge – 4:13 (Blaze Bayley, Janick Gers)
2. The Edge of Darkness – 6:39 (Steve Harris, Blaze Bayley, Janick Gers)
3. Justice of the Peace – 3:38 (Steve Harris, Murray)
4. Blaze Bayley Interview, Part II – 5:56

CD singolo (Europa)
1. Man on the Edge – 4:18 (Blaze Bayley, Janick Gers)
2. The Edge of Darkness – 6:39 (Steve Harris, Blaze Bayley, Janick Gers)
3. Justice of the Peace – 3:38 (Steve Harris, Dave Murray)
4. Judgement Day – 4:09 (Blaze Bayley, Janick Gers)

12"
- Lato A

1. Man on the Edge – 4:13 (Blaze Bayley, Janick Gers)

- Lato B

1. The Edge of Darkness – 6:39 (Steve Harris, Blaze Bayley, Janick Gers)
2. I Live My Way – 3:48 (Steve Harris, Blaze Bayley, Janick Gers)

## Formazione
- Blaze Bayley – voce
- Dave Murray – chitarra
- Janick Gers – chitarra
- Steve Harris – basso
- Nicko McBrain – batteria